# Cleveland Browns
För den fiktiva figuren i Family Guy, se Cleveland Brown.
Cleveland Browns är ett professionellt amerikansk fotbollslag från Cleveland, Ohio, USA. Browns spelar i National Football League (NFL) som medlemmar i American Football Conference (AFC) north division. Laget spelar sina hemmamatcher på FirstEnergy Stadium som har en kapacitet på 67 431 åskådare. Browns är det enda laget i NFL som inte har sitt klubbmärke på sina hjälmar. 
Laget ägs av miljardären Jimmy Haslam sedan 2012.

## Tävlingsdräkt
- Hemma: Brun tröja med vit text, vita byxor med brun/röda revärer
- Borta: Vit tröja med brun text, vita byxor med brun/röda revärer
- Hjälm: Orange utan logo.